# Tchads flagga
Tchads flagga är en trikolor i färgerna blått, gult och rött. Flaggan antogs av Tchad den 6 november 1959 och har proportionerna 2:3.

## Symbolik
I flaggans färger har man har kombinerat de traditionella panafrikanska färgerna med de färgerna från de gamla kolonialmakten Frankrikes flagga. Gult representerar solen och öknen, blått står för himlen och vattendragen i landets södra delar, och rött står för de offer som gjordes under självständighetskampen. Rumäniens flagga har samma utformning och liknande färger, men den blå nyansen i Tchads flagga är något mörkare (Pantone 281c istället för Pantone 280c). Flaggans form anknyter till Frankrikes flagga.

## Historik
Flaggan tillkom genom lag #59/13 den 11 juni 1959 i samband med att Tchad blev en självstyrande republik, och behölls efter självständigheten den 11 augusti året efter. Flaggan finns definierad i artikel 8 i den senaste versionen av landets författning som antogs genom en folkomröstning i slutet av 2004. Trots Tchads turbulenta politiska historia har flaggan aldrig ändrats, delvis beroende på att den aldrig förknippats med ett politiskt parti eller en etnisk gruppering.